# Брезова (Краљево)
Брезова је насељено место града Краљева у Рашком округу. Према попису из 2022. било је 221 становника.

## Демографија
У насељу Брезова живи 424 пунолетна становника, а просечна старост становништва износи 47,5 година (45,8 код мушкараца и 49,5 код жена). У насељу има 149 домаћинстава, а просечан број чланова по домаћинству је 3,13.
Ово насеље је великим делом насељено Србима (према попису из 2002. године), а у последња три пописа, примећен је пад у броју становника.
|  |

| Демографија | Демографија | Демографија |
| Година      | Становника  | Становника  |
| ----------- | ----------- | ----------- |
| 1948.       | 731         |             |
| 1953.       | 803         |             |
| 1961.       | 848         |             |
| 1971.       | 748         |             |
| 1981.       | 651         |             |
| 1991.       | 572         | 572         |
| 2002.       | 482         | 487         |

| Етнички састав према попису из 2002.‍ | Етнички састав према попису из 2002.‍ | Етнички састав према попису из 2002.‍ | Етнички састав према попису из 2002.‍ | Етнички састав према попису из 2002.‍ |
| ------------------------------------ | ------------------------------------ | ------------------------------------ | ------------------------------------ | ------------------------------------ |
|                                      |                                      |                                      |                                      |                                      |
| Срби                                 | Срби                                 |                                      | 478                                  | 99,17%                               |
| непознато                            | непознато                            |                                      | 4                                    | 0,82%                                |

| Година пописа     | 1948. | 1953. | 1961. | 1971. | 1981. | 1991. | 2002. |
| ----------------- | ----- | ----- | ----- | ----- | ----- | ----- | ----- |
| Број домаћинстава | 133   | 134   | 146   | 150   | 152   | 154   | 149   |

| Број чланова      | 1  | 2  | 3  | 4  | 5  | 6  | 7 | 8 | 9 | 10 и више | Просек |
| ----------------- | -- | -- | -- | -- | -- | -- | - | - | - | --------- | ------ |
| Број домаћинстава | 30 | 42 | 23 | 22 | 10 | 13 | 5 | 3 | 1 | 0         | 3,13   |

| Пол    | Укупно | Неожењен/Неудата | Ожењен/Удата | Удовац/Удовица | Разведен/Разведена | Непознато |
| ------ | ------ | ---------------- | ------------ | -------------- | ------------------ | --------- |
| Мушки  | 231    | 70               | 141          | 16             | 4                  | 0         |
| Женски | 206    | 26               | 142          | 36             | 2                  | 0         |
| УКУПНО | 437    | 96               | 283          | 52             | 6                  | 0         |

| Пол    | Укупно                    | Пољопривреда, лов и шумарство | Рибарство                            | Вађење руде и камена | Прерађивачка индустрија       |
| ------ | ------------------------- | ----------------------------- | ------------------------------------ | -------------------- | ----------------------------- |
| Мушки  | 103                       | 63                            | 0                                    | 2                    | 14                            |
| Женски | 86                        | 66                            | 0                                    | 0                    | 1                             |
| УКУПНО | 189                       | 129                           | 0                                    | 2                    | 15                            |
| Пол    | Производња и снабдевање   | Грађевинарство                | Трговина                             | Хотели и ресторани   | Саобраћај, складиштење и везе |
| Мушки  | 0                         | 3                             | 3                                    | 2                    | 7                             |
| Женски | 0                         | 0                             | 3                                    | 8                    | 0                             |
| УКУПНО | 0                         | 3                             | 6                                    | 10                   | 7                             |
| Пол    | Финансијско посредовање   | Некретнине                    | Државна управа и одбрана             | Образовање           | Здравствени и социјални рад   |
| Мушки  | 1                         | 0                             | 0                                    | 4                    | 2                             |
| Женски | 0                         | 0                             | 0                                    | 3                    | 2                             |
| УКУПНО | 1                         | 0                             | 0                                    | 7                    | 4                             |
| Пол    | Остале услужне активности | Приватна домаћинства          | Екстериторијалне организације и тела | Непознато            | Непознато                     |
| Мушки  | 0                         | 0                             | 0                                    | 2                    | 2                             |
| Женски | 0                         | 0                             | 0                                    | 3                    | 3                             |
| УКУПНО | 0                         | 0                             | 0                                    | 5                    | 5                             |